# Ишимово (Октябрьский район)
Ишимово — село в Октябрьском районе Пермского края, входит в состав Ишимовского сельского поселения.
Население — 878 по переписи 2010 года.

## История
Известно с 1679 г. как деревня Япарова. В 1704 г. — уже деревня Елкибаева.
В феврале 1928 здесь возникла коммуна «Бедняк» под управлением семи хозяйств. В 1929 г. образован колхоз «Красный Ишим», позднее, с 1950-х гг. — «Красная Ирень». Село являлось центром Ишимовского сельского совета (до янв. 2006 г.).

### Программа перехода на цифровое вещание
В 2013 году в соответствии с Федеральной программой перехода на цифровое вещание стандарта DVB-T2, в селе было оборудовано вещание основных телеканалов, включая каналы Первого мультиплекса а также каналы Второго мультиплекса.

## Экономика
Сельскохозяйственное предприятие ООО «Дуслык», универмаг, магазины, отделение почтовой связи.

## Образование
Учреждения нар. образования представлены средней школой (в ней существует музей истории, образованный в 1989 г.) и детсадом.

## Культура
Библиотека. Действует мечеть (с окт. 1998 г.).

## Достопримечательности
Памятники жертвам гражданской войны и участникам Великой Отечественной войны.